# Congresso dei Deputati

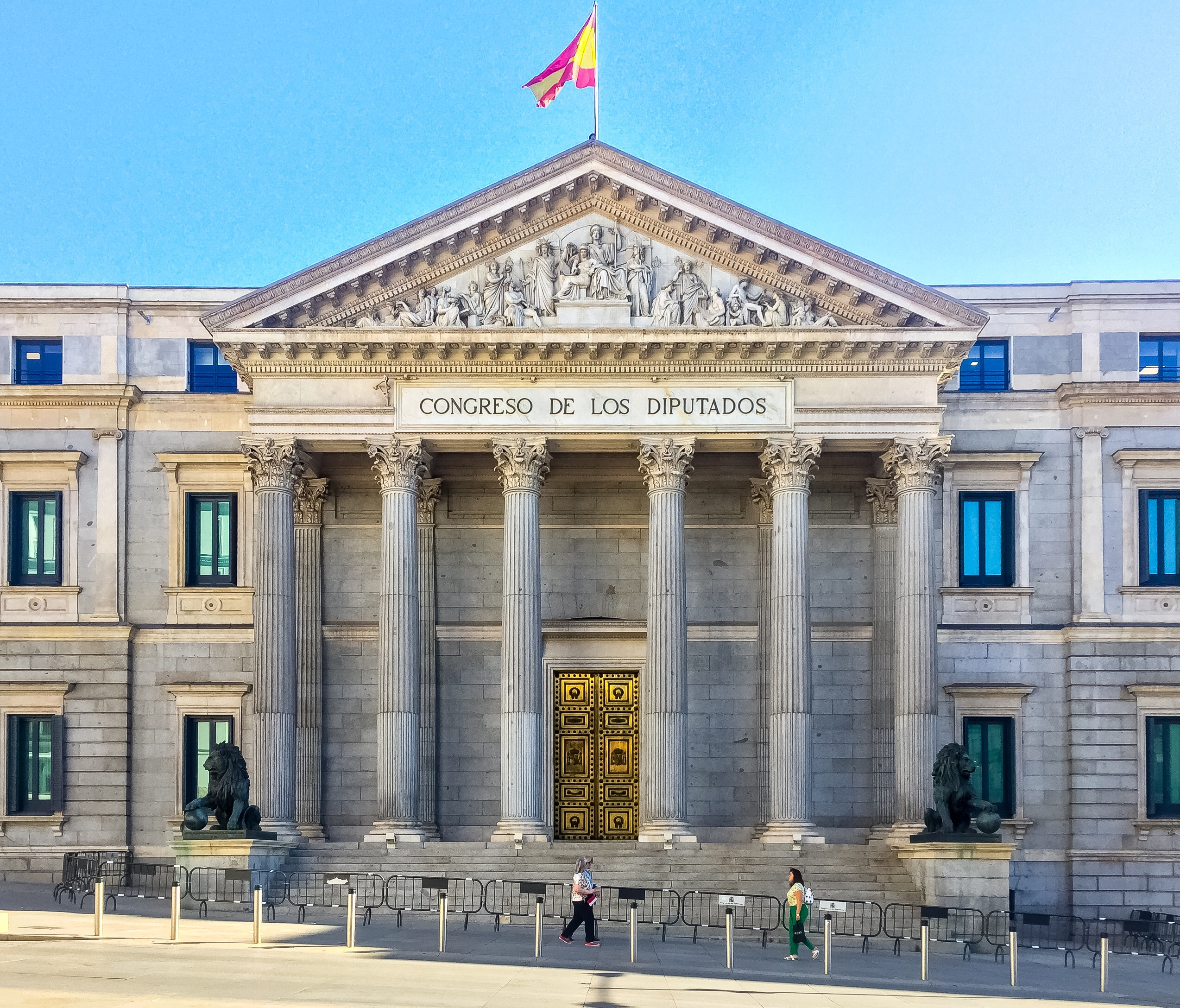
Il Palazzo delle Corti

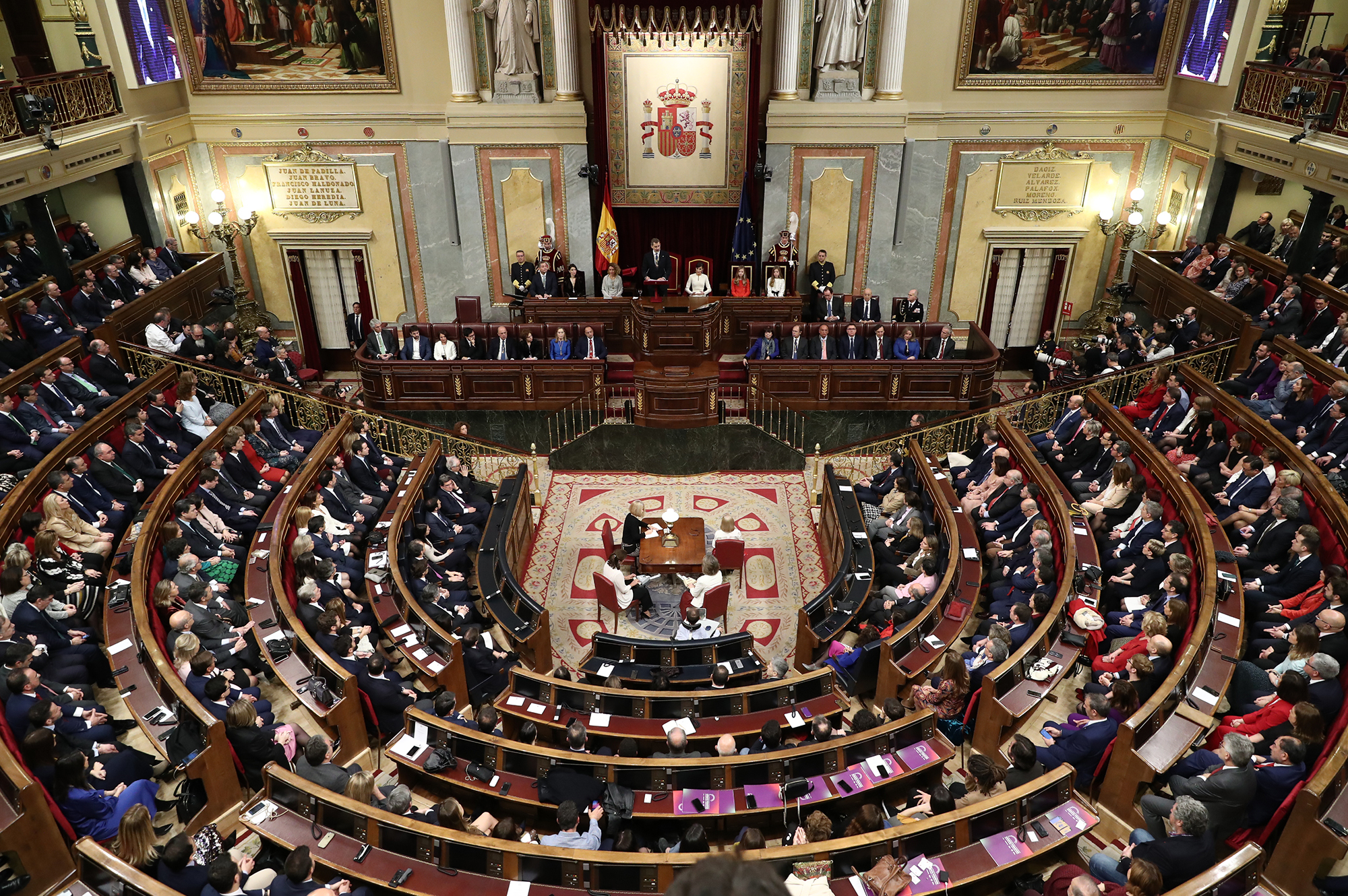
Emiciclo parlamentare

Il Congresso dei Deputati (in spagnolo Congreso de los Diputados, in basco Diputatuen Kongresua, in catalano Congrés dels Diputats, in galiziano Congreso dos Deputados) è la camera bassa del parlamento spagnolo. Assieme al Senato, la camera alta, forma le Corti generali, l'organo legislativo della Spagna. Ha sede nel Palazzo delle Corti a Madrid.

## Storia
Il Congresso dei Deputati trova il suo predecessore più remoto nell'Assemblea nazionale denominata Cortes di Cadice che promulgò la Costituzione spagnola del 1812 che demandava il potere legislativo a una Corte elettiva monocamerale.
Seguì lo Statuto reale del 1834, stipulato dalla regina Maria Cristina, reggente durante la minore età di Isabella II e che stabilì, per la prima volta in Spagna, la configurazione bicamerale delle Corti, dividendole in due settori: quello degli Eroi del regno (Próceres del reino) e quello dei Procuratori del regno (Procuradores del reino).
Il settore dei Procuratori del regno aveva carattere elettivo e una composizione che corrispondeva nettamente alla rappresentanza di Città e Borghi con diritto di voto nelle Corti dell'antico regime.
Nella Costituzione del 1837, approvata di seguito al Motín de la Granja de San Ildelfonso che obbligò la regina regnante a sancirla, ricevette per la prima volta la denominazione di "Congresso dei deputati" per la camera bassa delle Corti generali.
Nelle successive Costituzioni del 1845, 1856, 1869 e 1876 venne mantenuta la configurazione del Congresso dei deputati inteso come Camera di rappresentanza popolare, che in alcuni casi si vide riconosciuta la propria superiorità sul Senato in materia di forze armate, contribuzione, credito pubblico e controllo politico sui membri del governo.
Nel 1943, in pieno periodo franchista, si insediarono definitivamente le Cortes Españolas, monocamerali, che restarono in carica fino al novembre 1977. 
Quell'anno, infatti, il potere legislativo passò al Congresso emerso dalle elezioni generali del 1977, che predispose, nel periodo transitorio, la Costituzione democratica del 1978, consegnandola alle due camere delle Cortes Generales per l’approvazione. 
Il 23 febbraio 1981 ha visto un tentativo di colpo di stato di matrice neo-franchista (poi fallito), noto come “23-F” o “Golpe Tejero”.

## Composizione e funzioni
Il Congresso dei Deputati è composto da 350 membri eletti secondo un sistema proporzionale plurinominale con soglia di sbarramento.
Il territorio nazionale è suddiviso in circoscrizioni, che corrispondono alle province, a cui vengono attribuite un numero di seggi proporzionali alla popolazione. Le città autonome di Ceuta e Melilla, che non fanno parte di nessuna provincia, formano una circoscrizione rappresentata da un deputato ciascuna, eletti con sistema maggioritario.
Il Congresso viene rinnovato ogni quattro anni, salvo scioglimento anticipato da parte del re su richiesta del primo ministro. Lo scioglimento può avvenire congiuntamente o separatamente a quello del Senato.
Nell'esercizio dell'autonomia riconosciuta al Congresso dei Deputati dalla costituzione, la Camera è retta dal regolamento stabilito nel 1982, che configura una serie di organi di governo per esercitare le competenze corrispondenti.
Questi organi sono, principalmente:
- Il presidente, eletto dall'assemblea per tutta la legislatura. Presiede e dirige i lavori del Congresso e delle riunioni congiunte di entrambe le camere delle Corti generali.
- La “Mesa” del Congresso, composta dal presidente, quattro vicepresidenti e quattro segretari eletti dall'assemblea proporzionalmente alla sua composizione. La sua funzione principale è di governare e ordinare il lavoro di tutto il Congresso, essendo l'organo interno del governo.
- La Giunta dei portavoce, composta dal presidente, dal portavoce di ogni gruppo parlamentare, un membro del governo, uno della tavola del Congresso e il personale tecnico necessario. La sua funzione principale è di fissare l'ordine del giorno delle sessioni dell'assemblea plenaria.

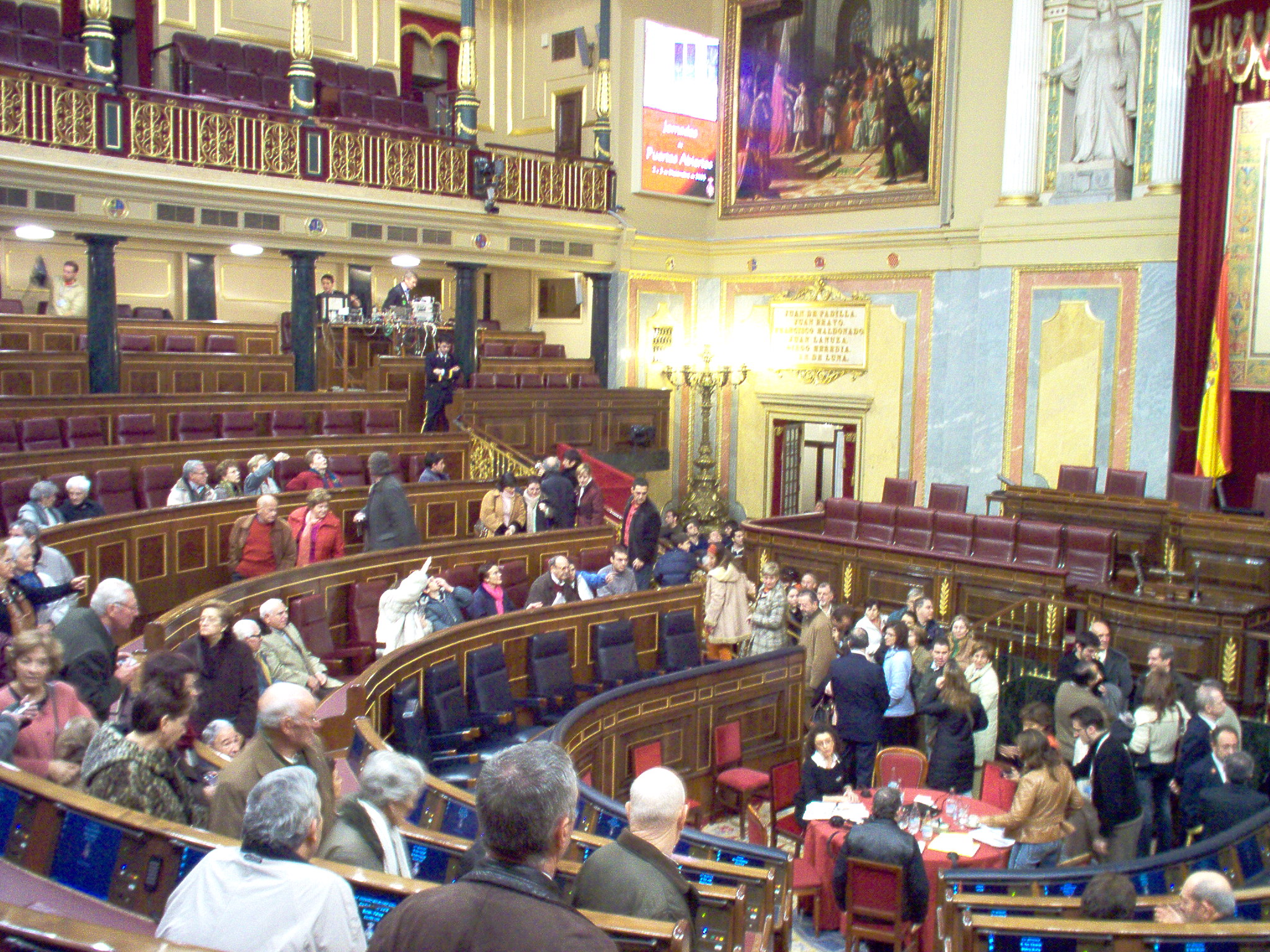
Immagine dell'emiciclo in un giorno a porte aperte

- Le commissioni, composte da un numero proporzionale di deputati in funzione all'importanza numerica dei diversi gruppi parlamentari, possono essere di due tipi: permanenti e non permanenti; nel caso delle commissioni permanenti, l'assemblea plenaria del Congresso può conferire loro competenza legislativa completa in relazione a un argomento, con cui potranno approvare o rifiutare definitivamente il progetto di legge in questione; le commissioni non permanenti sono quelle create con un proposito specifico, la cui materia e durata sono fissate a priori dall'assemblea plenaria del Congresso.
- La Deputazione permanente, composta da un numero proporzionale di deputati in funzione all'importanza numerica dei diversi gruppi parlamentari e diretta dal presidente del Congresso. Dev'essere composta minimo da 21 membri (articolo 78 della costituzione). È l'organo che vigila sui poteri della Camera durante i periodi di sessione oppure quando il mandato ha avuto termine per scadenza naturale o scioglimento.

### Funzioni della Camera

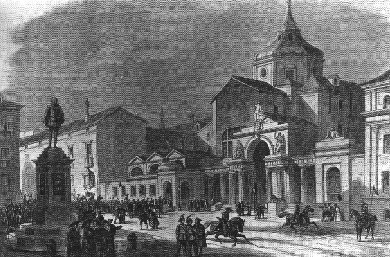
Edificio antico (1843)

La costituzione attribuisce al Congresso dei deputati l'esercizio di alcune funzioni determinate, che possono avere carattere concorrente, dirimente o esclusivo:
- esercita una concorrenza con il Senato nella rappresentazione del popolo spagnolo, nella potestà legislativa, nella funzione preventiva e nel controllo dell'azione del governo.
- esercita con carattere dirimente la potestà legislativa nei casi in cui il Senato introduca emendamenti oppure opponga il veto a qualsiasi progetto o proposta di legge ordinaria e organica (le leggi costituzionali, invece devono essere approvate nello stesso testo da entrambe le camere), dovendo in questi casi riaffermare il progetto iniziale, al fine di essere inviato al re per l'approvazione, con la maggioranza assoluta dopo il rinvio al Senato oppure con la maggioranza semplice due mesi dopo detto rinvio.
- esercita con esclusività le funzioni di conferimento e revoca della fiducia al governo, su proposta del re di nomina di 4 magistrati del Tribunale costituzionale e su proposta del re di nomina di 6 consiglieri del Consiglio generale del potere giudiziale.

### Carattere
Il regime delle elezioni dei deputati rende il Congresso una Camera di rappresentanza popolare, con un carattere nettamente politico, in quanto rappresenta l'autentico centro della vita pubblica spagnola e lo scenario dove si interpretano i dibattiti e le votazione di grave importanza. Inoltre, le facoltà che la costituzione attribuisce al Congresso senza l'intervento del Senato accentuano tale carattere politico, dato che esclusivamente il Congresso può conferire e ritirare la fiducia alle Corti generali nel governo e dirimere i conflitti che sorgono tra le Camere durante l'elaborazione e l'approvazione delle leggi. Il voto dei deputati è personale e non delegabile (articolo 79.3 della costituzione).

#### Funzione politica
Il Congresso dei deputati vota la fiducia al primo ministro, su proposta del re, in prima votazione con maggioranza assoluta e, trascorse quarantotto ore, con maggioranza semplice. Qualora non si sia raggiunto entro due mesi dalla prima votazione un accordo sulla figura del primo ministro, il re può sciogliere il Congresso e il Senato.
Controlla, inoltre, l'azione del governo mediante interpellanze e domande, che ciascuno dei suoi membri può richiedere al governo e che possono dare origine a una mozione in cui il Congresso manifesti la sua posizione, sia adottando una mozione di censura o rifiutando una questione di fiducia richiesta dal governo. In entrambi i casi, il governo sarà costretto a dimettersi in caso di voto a sfavore del Congresso:
- Le interpellanze e domande ai membri del governo, in assemblea plenaria o in commissione; le proposte non di legge, le mozioni e le risoluzioni da approvare che obblighino il Governo.

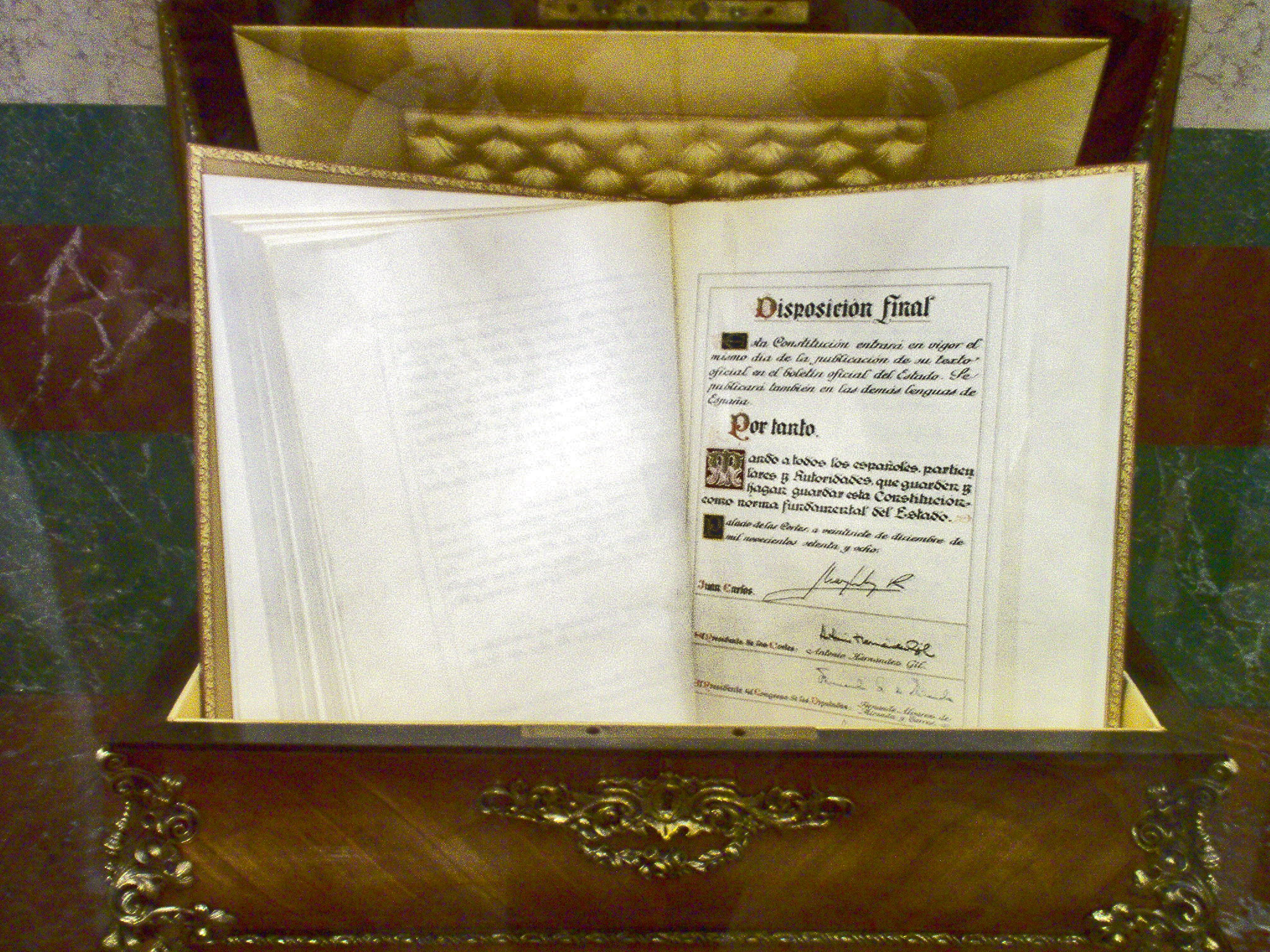
Esemplare della costituzione conservato nel Congresso dei Deputati

- La mozione di censura può essere richiesta da un decimo dei deputati e la sua approvazione implica il ritiro della fiducia del Congresso al governo; la mozione deve includere il nome di un candidato alla presidenza del governo che, nel caso venisse approvata, verrà nominato presidente dal re. L'approvazione ha luogo unicamente con il voto favorevole della maggioranza assoluta del Congresso.
- La questione di fiducia è quella che il presidente del governo sottopone all'assemblea plenaria del Congresso per comprovare il sostegno offerto dalla Camera di fronte a un'iniziativa o a una questione di politica generale; in caso di rifiuto dell'assemblea, il governo dovrà presentare le proprie dimissioni al re.

#### Funzione legislativa

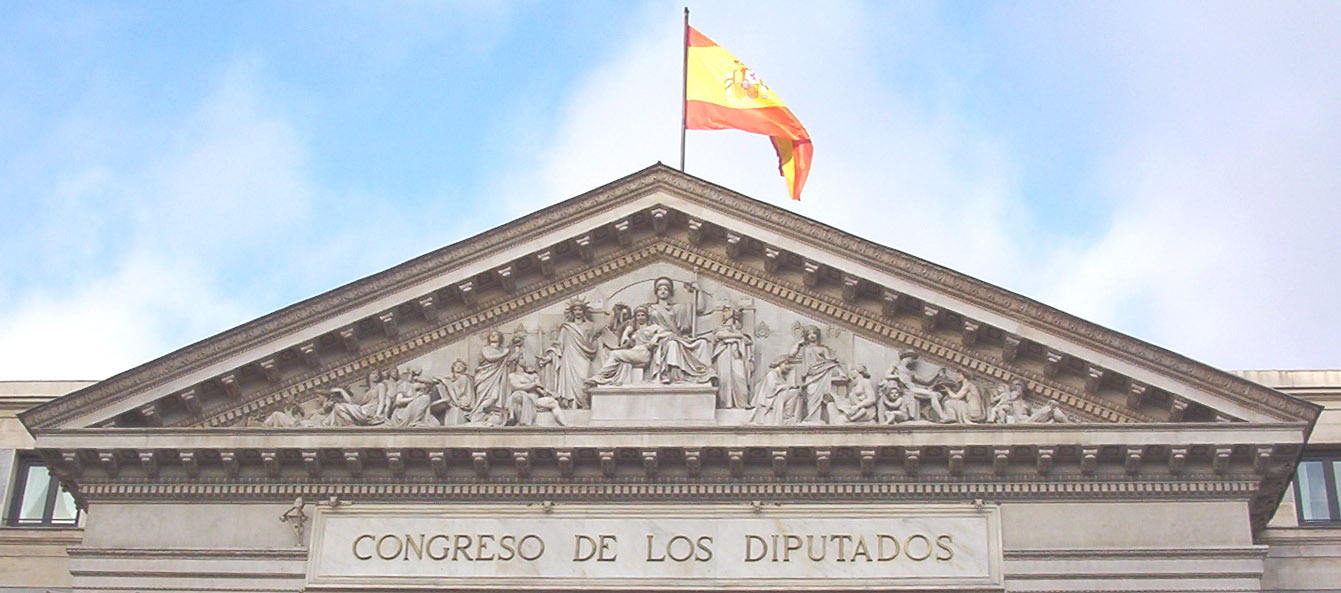
Frontone della facciata principale del Congresso (P. Ponzano, 1864)

Il Congresso dei Deputati ha l'iniziativa legislativa, insieme al Senato e al governo; inoltre, può ricevere proposte di legge inviate dalle assemblee legislative delle comunità autonome oppure da 500 000 cittadini maggiorenni.
Il Congresso sbriga progetti di legge, ossia iniziative inoltrate dal governo, e proposte di legge, cioè iniziative inoltrate dal Senato o originate proprio nel Congresso. In tutti i casi, può introdurre emendamenti nei rispettivi testi.
Inoltre, il Congresso ratifica o rifiuta gli emendamenti introdotti nei progetti o nelle proposte di legge e accetta o rimuove il veto posto dal Senato, in entrambi i casi immediatamente con la maggioranza assoluta o trascorsi due mesi con la maggioranza semplice. Nonostante ciò, l'approvazione di progetti e proposte di legge organica richiede sempre il voto favorevole della maggioranza assoluta del Congresso dei Deputati.